# American Pie Presents: Book of Love
American Pie Presents: Book of Love är en amerikansk komedi 2009 i regi av John Putch. Filmen, som gavs ut direkt på DVD, hade Sverigepremiär den 30 december 2009. Det är den fjärde filmen i spinoffserien om American Pie.

## Handling
High school grabbarna Rob, Nathan och Lube hittar den mytomspunna boken The book of love i skolans bibliotek, men till deras stora besvikelse är det en del sidor i den som saknas. Fast beslutna på att reparera boken ger sig grabbarna iväg för att försöka få tag på de som har skrivit de saknade sidorna, vilket visar sig vara lättare sagt än gjort.

## Rollista (urval)
- Eugene Levy - Mr. Levenstein
- Bug Hall - Rob
- Kevin M. Horton - Nathan
- Brandon Hardesty - Lube
- Beth Behrs - Heidi
- Melanie Papalia - Dana
- Jennifer Holland - Ashley
- John Patrick Jordan - Stifler
- Louisa Lytton - Imogen
- Rosanna Arquette - Rob's mor